# دگرجنس‌گرایی اجباری

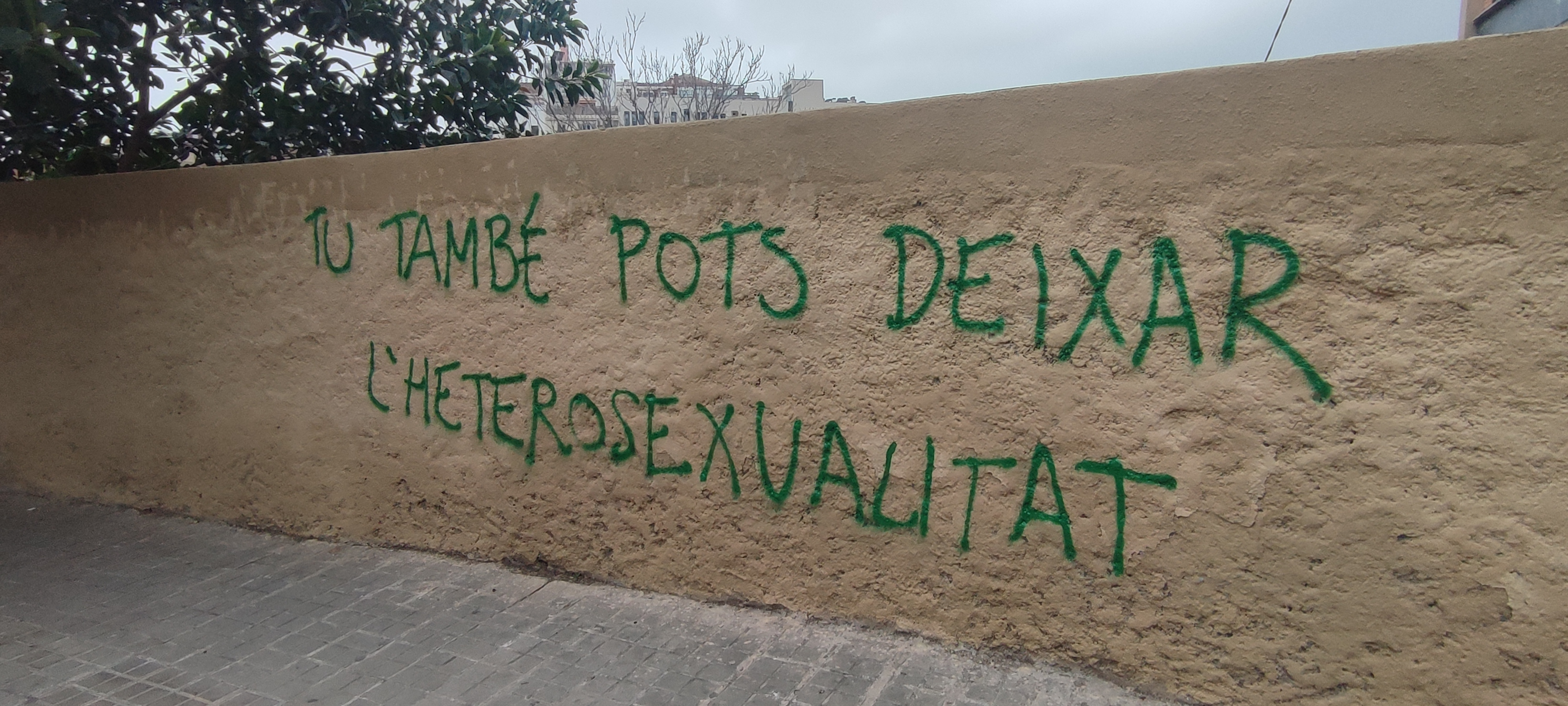
گرافیتی در Vallcarca علیه دگرجنس گرایی اجباری.

دگرجنس‌گرایی اجباری (انگلیسی: Compulsory heterosexuality) نظریه‌ای است که در آن دگرجنس‌گرایی به عنوان حالت طبیعی در هر دو جنس در نظر گفته می‌شود و هرگونه انحرافی ناسالم و غیرطبیعی در نظر گرفته می‌شود.